# 鼓楼駅 (南京市)
鼓楼駅（ころうえき）は中華人民共和国江蘇省南京市鼓楼区に位置にある、南京地下鉄の駅である。1号線と4号線が乗り入れ、両路線の接続駅となっている。
なお、鼓楼は南京市の区名である。

## 駅構造
地下3層構造の駅である。

### のりば
| 番線 | 路線            | 行先                                | 行先              |
| ---- | --------------- | ----------------------------------- | ----------------- |
|      | 南京地下鉄1号線 | 南京駅・邁皋橋・吉祥庵・燕子磯 方面 | 八卦洲大橋南 行き |
|      | 南京地下鉄1号線 | 新街口・三山街・南京南駅 方面       | 中国薬科大学 行き |
|      | 南京地下鉄4号線 | 聚宝山・金馬路・仙林湖 方面         | 華僑城東 行き     |
|      | 南京地下鉄4号線 | 雲南路・草場門・珍珠泉 方面         | 余家営 行き       |

## 駅周辺
- 紫峰タワー
- 江蘇省放送テレビ総局
- 鼓楼広場
- 北極閣広場

## 歴史
- 2005年8月12日 - 1号線の駅が開業。
- 2017年1月18日 - 4号線の駅が開業。

## 隣の駅
南京地下鉄
■1号線
玄武門駅 - 鼓楼駅 - 珠江路駅
■4号線
雲南路駅 - 鼓楼駅 - 鶏鳴寺駅